# まめぶ汁

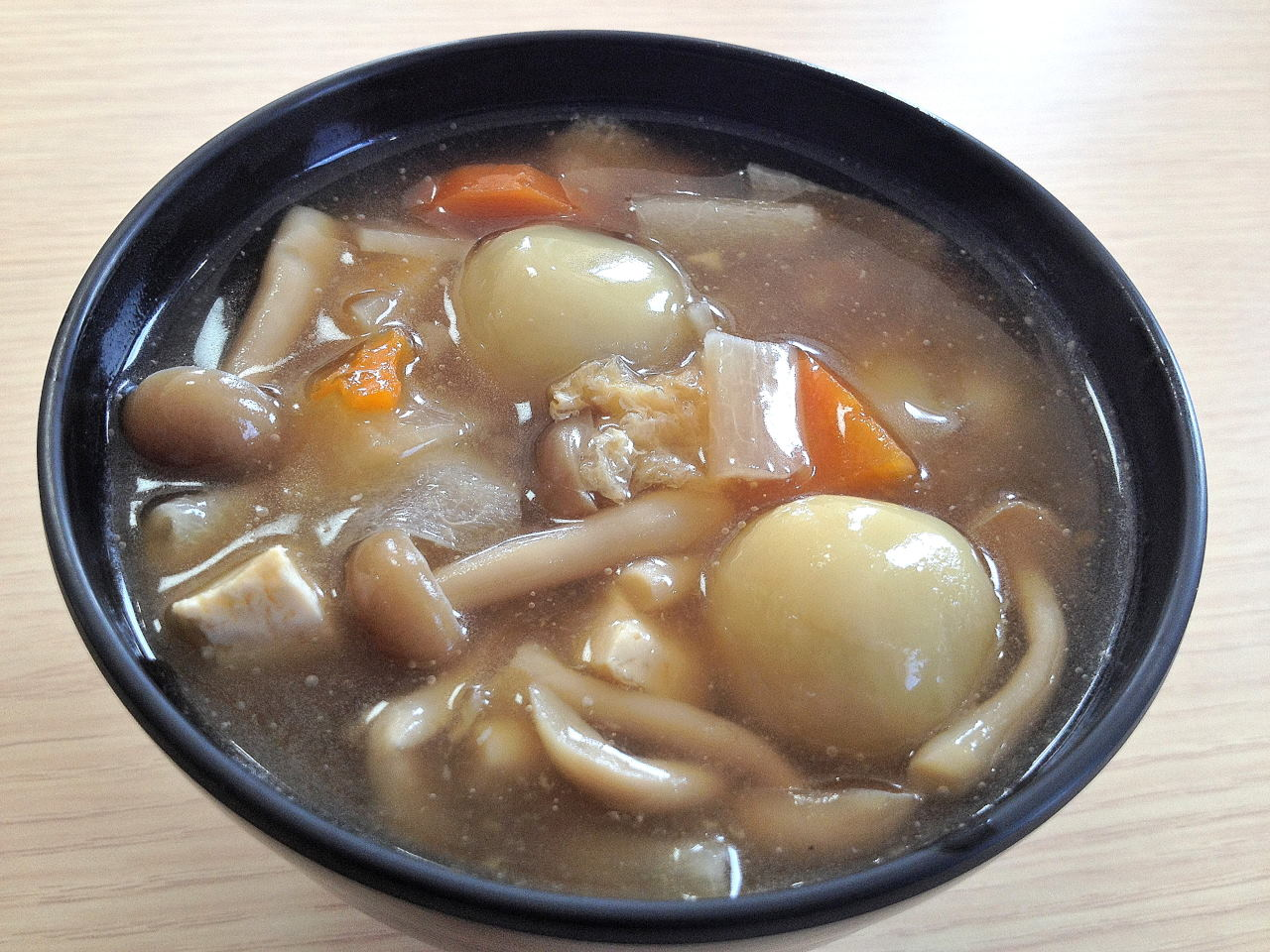
まめぶ汁

まめぶ汁（まめぶじる）とは、岩手県久慈市山形町や九戸郡で食されている郷土料理である。

## 概要
クルミや黒砂糖を包んだ団子を、野菜、焼き豆腐、油揚げ、かんぴょう等と共に昆布と煮干しの出汁で煮込んだ料理である。まめぶ（豆ぶ）とは、中に入っているクルミ入りの団子を指す。冠婚葬祭時のハレ食として作られる料理だが、慶事には団子を大きく、凶事には団子を小さく、出汁を昆布のみの精進料理にすることで区別している。
もとは、旧山形村（現久慈市山形町）や旧久慈市西部などで伝えられていたが、2010年頃から久慈市全域で認知され始め、2011年東日本大震災以降、炊き出しとともに広まる。そして、2013年放送のNHK連続テレビ小説『あまちゃん』内で、北三陸市（ドラマ中の架空の町で岩手県久慈市がモデルとされている）名物として、「おかずかおやつか分からない微妙な食べ物」と紹介され、ドラマの大ヒットと相乗する形で一気に知名度を上げた。
2011年には久慈まめぶ汁としてB-1グランプリ正会員となっており、2013年大会は過去最高の5位に入った。

## 作りかた
材料
小麦粉100匁、クルミ40匁、黒砂糖少々、ニンジン40匁、ゴボウ40匁、乾し椎茸5匁、かんぴょう4匁、焼き豆腐60匁、すまし、澱粉
1. かんぴょう、椎茸は水でもどす。
2. 小麦粉をぬるま湯で捏ね、ひとくち大にちぎって丸めたら生地を伸ばして中にクルミと黒砂糖を入れ、中味が出ないように気をつけながら親指の先ほどの大きさに丸める。これが「まめぶ」である。
3. ニンジン、ゴボウ、かんぴょう、椎茸を食べやすい大きさに刻み、出汁で煮る。
4. 野菜が煮えたところで、まめぶと焼き豆腐、油揚げを加える。
5. まめぶが煮えたら醤油かすましで味を整え、澱粉でとろみをつける。